# Lissonota anipta
Lissonota anipta là một loài tò vò trong họ Ichneumonidae.